# 織田信衡
織田 信衡（おだ のぶひら）は、安土桃山時代から江戸時代の武士。
『系図纂要』によると、織田信長の庶長子である織田信正の息子とされている。別名は信平。妻は叔父の織田（神戸）信孝の娘・賢子とされる。
異母弟に的寿（見性寺2世、僧）がいる。子に信直。

## 来歴
織田信正の子として誕生。豊臣秀次に仕えた後、文禄4年（1595年）に出家して松雲軒と号したとされる。